# つしまみれ
つしまみれ（TsuShiMaMiRe）は1999年結成の日本のガールズロック・バンド。Mojor Records所属。

## メンバー
- まり（河野 真理　ギター、ボーカル、千葉県出身、12月9日生まれ）
  - ソロ名義は「こうのまり」。2019年04月より「三軒茶屋まり屋」を経営[1]。

- やよい（津嶋 やよい　ベース、コーラス、富山県出身、3月17日生まれ、夫は元THE STARBEMSの寺尾順平[2]）
  - ソロ名義は「Ferret Noise」（2019年始動）[3]。
  - 愛称はやよい先生[4]

- あさみ（鈴木　亜沙美　ドラム、コーラス、北海道出身、12月19日生まれ)
  - ex.Addiction,僕のレテパシーズ
  - 通称はアディー

## 来歴
千葉大学のバンドサークル「SOUND HOUSE ZOO」で出会い、1999年に結成された。2004年、初のアメリカツアーを機に本格的に活動を開始。
オリジナルメンバー全員が千葉大学出身のバンドであり、ボーカルのまりは元小学校教員（2年間）という経歴を持つ。なお、オリジナルメンバーのみずえ（益田 瑞恵　ドラム、コーラス、鳥取県出身、4月18日生まれ）は、2017年02月10日に脱退。同年02月14日より、まいこ（高木 真生子　ドラム、コーラス、岡山県出身、7月24日生まれ、ex.spinoza、BUMBUMS）がサポートドラマーとして参加し、同年07月07日、新メンバーとして正式加入するも2024年11月に脱退。年内のライブは元メンバーのみずえがサポートドラマーとして参加した。その後一般公募にて新ドラマーを募集し、あさみが新ドラマーとして2025年2月に加入。

### つしまげる
メンバー
- まり（ギター、ボーカル）
- やよい（ベース、コーラス）
- しげる（豊田 茂　ドラム、コーラス　長崎県出身、12月11日生まれ。赤いくらげ[13]、ベルノバジャムズ、ex.嘘つきバービー）

2017年3月にしげるがサポートドラマーとして参加したのをきっかけに結成。
現在、不定期でライブ活動中。

## バンド名の由来
バンド名の「つしまみれ」は造語であり、ベースのやよいの苗字より「つし」、ボーカルまりの「ま」、ドラムみずえの「み」、3人（の奏でる音）が「まみれる」イメージから「つしまみれ」という名前になった。しかし、サークルの先輩であったまりとみずえが、後輩のやよいと「まみれる」という後輩いじりの造語がバンド名の起源であるという説もある。

## ディスコグラフィ
| 発売日         | タイトル                      | 規格品番                                | 収録曲 | 備考 |
| -------------- | ----------------------------- | --------------------------------------- | --- | --- |
| 2004年8月25日  | 創造妊娠                      | BNTN-063                                | 1. うめうまいタネデカイ 2. ランジェリーショップ 3. 海老原眞治 4. マンホール 5. おちゃっすか 6. ケダマ 7. CAMABOCO（きゃまぼ子） 8. 創造妊娠 | BENTEN Label アメリカ盤はジャケットデザインが異なっている。 |
| 2007年7月7日   | 脳みそショートケーキ          | JKCA-1037                               | 1. エアコンのリモコン 2. バカ元カレー 3. 脳みそショートケーキ 4. 良いテンポです。 5. キューティービューティーキューピー 6. ママのうた 7. パンクさん | JULY RECORDS Enhanced CDとして「エアコンのリモコン」のMVが収録されている。 |
| 2008年5月21日  | つしまみれとロックとビアで    | DDCB-14003                              | 1. ミから出たサビ 2. さくらんボーイ 3. おじいちゃんのおズボン 4. スムージー飲むヒツジ 5. チャンダン男子 6. アメリカのハンバーガー 7. 新しい世界の夜明けはとりあえずROCKとBEERで | JULY RECORDS オリコン最高258位 Enhanced CDとして「ミから出たサビ」のMVが収録されている。 「スムージー飲むヒツジ」 ジョイパックCMソング                                                                                              |
| 2008年12月10日 | Six Mix Girls                 | XQGC-1001                               | 1. ハイパースイートパワー～HYPER SWEET POWER-Japanese ver.～ 2. 敵のテーマ～Sorrows of Enemy～ 3. おやすみのうた～Sleepy Dreamy Mashmallow～ 4. HYPER SWEET POWER 5. 敵のテーマ～Instrumental ver.～ 6. THE POWERPUFF GIRLS(END THEME)～from"BIS"～Six Mix Girls ver.～ | BOUNDEE カートゥーンのアニメ、 パワーパフガールズとのコラボレーションCD。 イメージソング「HYPER SWEET POWER」、アニメ版エンディングテーマのカバー曲「THE POWERPUFF GIRLS」を収録。 アメリカ盤はジャケットデザインと収録曲が異なる。 |
| 2009年4月22日  | タイムラグ                    | VICB-35015                              | 1. タイムラグ 2. ご挨拶と曲解説 3. タイムラグ（楽器練習用） 4. タイムラグ（歌練習用） | FlyingStar オリコン最高64位 初回生産限定のメジャー1stシングルで、300円という破格で発売された。 歌詞カードにはメンバー制作によるバンドスコアが記載されている。                                                                       |
| 2009年6月17日  | あっ、海だ。                  | VICB-60046                              | 1. 岩壁の上の一本指総長 2. タイムラグ 3. ブレスユー 4. 険悪ショッピング 5. 山口 6. まつり 7. マイクスメルくんくん 8. ストップ＆ゴー！ 9. いそぎんちゃくひともんちゃく 10. 海産物 | FlyingStar オリコン最高113位 メジャー1stフルアルバム。 「タイムラグ」 テレビ東京やりすぎコージーエンディングテーマ |
| 2010年4月14日  | ストロボ                      | VIZB-8:初回生産限定盤 VICB-35024:通常盤 | 1. ストロボ 2. かけがえのない日々 3. ストロボ（まりのくち休めver.） | FlyingStar オリコン最高48位 |
| 2010年5月12日  | Sex on the Beach              | VICB-60055                              | 1. Sex on the Beach 2. チキンサンドイッチ 3. ストロボ 4. J-POP 5. 桃だろう 6. パンバスケット 7. 自転車 8. 姫事情 9. おばあちゃんのブラジャー 10. Nezumi Sensation 11. ～ラッパ練習中～ 12. ラッシュアワー 13. 人生圏外 | FlyingStar オリコン最高97位 「Sex on the Beach」 テレビ東京系音楽ばぁ〜かエンディングテーマ 「ストロボ」 TBS系CDTVエンディングテーマ                                                                                                |
| 2010年12月9日  | 献血ソング/キッチンドランカー |                                         | 1. 献血ソング 2. キッチンドランカー | Mojor Records 自主レーベルMojor Recordsを立ち上げ後の1stシングル。 |
| 2011年2月23日  | GIVING BLOOD                  | DDCZ-1743                               | 1. うつ病 2. ソナタ・ド・アラーム 3. フレンチトーストランデブー 4. Doing Nothing 5. グレープフルーツガール 6. ラムシープ 7. Bryan 8. ソラタカク 9. なmellow 10. 猫は本当はやさしい生き物じゃない 11. 献血ソング | Mojor Records オリコン最高186位 自主レーベルMojor Records 1stアルバム。 |
| 2012年2月8日   | SHOCKING                      | DDCZ-1795                               | 1. 空腹と空白 2. ダーウィン 3. Theme of SARA～サラのテーマ～ 4. キャベツ・ワイルドの回顧録 5. HOKKA HOKA DAY 6. FLY,EBI FRIED. 7. SHOCKING 8. Road of Girl 9. 24 hours カーニバル 10. 救世主～メシヤ～ 11. UFO FOR YOU 12. 宇宙と大きな愛 | Mojor Records オリコン最高244位 自主レーベルMojor Recordsで2枚目のアルバム。 全編を通して食にまつわる楽曲となっている、初のコンセプトアルバム。                                                                                     |
| 2013年3月13日  | JAGUAR                        | MR-002                                  | 1. JAGUAR 2. よいまち草 3. 終わりだけがある 4. 脳みそショートケーキ～スタジオライブバージョン2013～ | Mojor Records※会場＆通販限定販売 |
| 2013年5月15日  | つしまみれ                    | DQC-1071                                | 1. 愛の夢 2. JAGUAR 3. さいあくま 4. in your syrup 5. 言いなりジンジャーエール 6. はじまりのうた 7. 嘘そうそう 8. 脳内逃避行 9. ローズヒップハイビスカス 10. 空回り 11. SNS 12. NO PUNK | Mojor Records |
| 2014年2月12日  | つしまみれまみれ              | DDCZ-9030:初回限定盤 DDCZ-1935:通常盤   | 1. スピーディーワンダー 2. JAGUAR 3. Sex on the Beach 4. UFO FOR YOU 5. エアコンのリモコン-2014年製- 6. おじいちゃんのおズボン 7. ミから出たサビ 8. ダーウィン 9. 脳みそショートケーキ 10. ハイパースイートパワー 11. 海老原眞治 12. おちゃっすか 13. ストロボ 14. タイムラグ 15. J-POP 16. 空腹と空白 17. まつり 18. バカ元カレー 19. グレープフルーツガール 20. 愛の夢 初回限定盤スペシャルCD 1. スピーディーワンダー～スローリーワンダーバージョン～ 2. 新しい世界の夜明けはとりあえずロックとビアで～ビアー15杯目バージョン～ 3. 良いテンポです。～下がすっごい良い!バージョン～ 4. うめうまいタネデカイ～完熟梅バージョン～ 5. ママのうた～最初のママバージョン～ 6. マンホール～部室RECバージョン～ 7. 若い猫は本当はやさしい生き物じゃない～2000年 千葉大祭 ライブ～ 8. 淹れたておちゃっすか～2001年 千葉大学「サークルの日」ライブ～ | Mojor Records オリコン最高261位 ベストアルバム |
| 2015年10月7日  | 人間放棄                      | DQC-1503                                | 1. ニンゲン・コーティング 2. ファ**ファ*ファ 3. PEOPLE 4. ファンタジックアドベンチャーランド 5. ハングアウトだ! 6. じゃあ、何? 7. あぶくたった 8. 昨日、この空の下で 9. 真緑 10. この瞬間に過去になる | Mojor Records オリコン最高281位 |
| 2015年12月24日 | 今月の歌2015                  | MR-006                                  | 1. 七草（１月） 2. ファンキー豆まき（２月） 3. 桃の節句する（３月） 4. ハナミ・ソト・デ・サケ（４月） 5. 端午の節句（５月） 6. 梅雨 to you（６月） 7. あせも かいかい（７月） 8. 蚊取り線香（８月） 9. 台風だ（９月） 10. NEW OCTOBER（１０月） 11. November Lovers（１１月） 12. ジングル（未発表曲）（１２月） | SOLD OUT |
| 2016年9月5日   | ７まみれ                      | OTOTOY独占配信                          | 1. 生・まりとみずえのやよいでポン！ 2. 良いテンポです 3. Sex on the Beach 4. おじいちゃんのおズボン 5. J-POP 6. アメリカのハンバーガー 7. さくらんボーイ 8. グレープフルーツガール 9. 空腹と空白 10. ストロボ 11. エアコンのリモコン 12. SORROWS OF ENEMY〜敵のテーマ〜 13. ミから出たサビ 14. さいあくま 15. 海老原眞治 16. ニンゲン・コーティング 17. JAGUAR 18. まつり 19. タイムラグ 20. 脳みそショートケーキ 21. バカ元カレー 22. 献血ソング 23. 愛の夢 24. スピーディーワンダー 25. ハイパースイートパワー | Mojor Records 結成17周年リクエストワンマンライブ「７まみれ」を完全収録したライブ音源 |
| 2017年10月25日 | NEW                           | DQC-1582                                | 1. 宇宙エレベーター 2. 東京ジェリーフィッシュ 3. Crazy for you 4. Don't you? 5. ハローワールド 6. Girl’s Talk 7. パルミジャーノ・レッジャーノ 8. 結婚気だるげ猫の毛だらけ 9. Simple 10. ひとつ 11. パンクさん２ | Mojor Records |
| 2017年10月25日 | つしまげる                    | DQC-1583                                | 1. しげる 2. ゲゲゲのゲルシー 3. かわいいしげる 4. つしまげる 5. しげる〜つしまげるの「しげる」筆おろし LIVE ver.〜 6. 噓そうそう〜 つしまげるによるつしまみれカバーLIVE ver.〜 7. 脳みそショートケーキ〜しげるが好きだよ つしまみれカバー LIVE ver.〜 | Mojor Records |
| 2018年8月22日  | Live at Moulin Rouge          | MR-010                                  | 1. 脳みそショートケーキ 2. タイムラグ 3. JAGUAR 4. あぶくたった 5. 宇宙エレベーター 6. Girl’s talk 7. 愛の夢 8. はじまりのうた 9. ニンゲン・コーティング 10. ファ＊＊ファ＊ファ 11. スピーディーワンダー | Mojor Records ムーラン・ルージュ初ライブに模様を収録したライブCD※会場＆通販限定販売 |
| 2018年8月22日  | NIGHT AND MORNING             | DQC-1615                                | 1. アナーキーモーニング 2. Night Ride 3. ミミドシマ 4. KARIPAKU 5. POST | ミニアルバム |
| 2019年7月10日  | まみれマニア20                | DQC-1631                                | 1. THE 給料日 2. 絶対☆ダイジョーブ 3. アナーキーモーニング 4. SHOCKING 5. 宇宙エレベータ 6. はじまりのうた 7. あせも かいかい 8. Crazy for you 9. さいあくま 10. ハナミ・ソト・デ・サケ 11. 東京ジェリーフィッシュ 12. Night Rider 13. キッチンドランカー 14. 昨日、この空の下で 15. Road of Girl 16. うつ病 17. ソナタ・ド・アラーム 18. ファ＊＊ファ＊ファ 19. ニンゲン・コーティング 20. 献血ソング | ベストアルバム |
| 2020年11月11日 | ラッキー                      | DQC-1649                                | 1. ラッキー 2. ラブラブラブ 3. 海苔 4. 疫病退散ソング 5. THE 給料日-ぼくたちが本当に必要なのは現金だバージョン- | ミニアルバム |
| 2021年11月17日 | 酒まみれ                      | DQC-1659                                | 1. ビール 2. SHOT YOU 3. ウイスキーちょうだい 4. 日本酒 5. ウォッカウォー 6. オレ！テキーラ 7. わたしワイン 8. 乾杯まみれ 9. 日本全国酒飲み音頭（カバー） | Mojor Records |
| 2022年11月2日  | LIVE IN GERMANY 2022          | DQC-9056                                | 1. SHOT YOU 2. JAGUAR 3. Sex on the Beach 4. わたしワイン 5. 愛の夢 6. はじまりのうた 7. ニンゲン・コーティング 8. ビール 9. 日本酒 10. タイムラグ | Mojor Records ドイツ、リュッセルスハイムでのライブの模様を収録したCD |
| 2024年03月13日 | バンドは水物                  | DQC-1676                                | 1. SHOW YOU MY SOY SAUCE 2. 24030番地に回覧板を回せ 3. 低気圧のせい 4. Double Punch Kick 5. Look Back in Anger 6. サイケデリック自問自答 7. Color 8. バカ元カレー 9. より戻シチュー 10. 迷曲 11. バンドは水物 | Mojor Records 「24030番地に回覧板を回せ」 テレビ朝日 スーパー山添大作戦3月度エンディングテーマ |

### 配信限定シングル
- 2009年5月13日「タイムラグ／険悪ショッピング」
  - 「あっ、海だ。」発売に先駆けての先行配信[41]

- 2014年10月15日「ニンゲン・コーティング」[42]

1. ニンゲン・コーティング
2. PEOPLE
3. 良い15周年です。

- 2017年5月10日「ハナミ・ソト・デ・サケ」[43]

- 2020年6月30日「THE 給料日-ぼくたちが本当に必要なのは現金だバージョン-」[44]

- 2020年10月20日「ラッキー」
  - アルバム「ラッキー」発売に先駆けての先行配信[45]

- 2021年7月6日「ビール」「SHOT YOU」
  - 2曲同時配信[46]

- 2022年11月2日「Look Back in Anger」「SHOW YOU MY SOY SAUCE」
  - 2曲同時配信[47]

- 2023年06月28日「低気圧のせい」「サイケデリック自問自答」
  - 2曲同時配信[48]

- 2024年01月24日「24030番地に回覧板を回せ」
  - アルバム「バンドは水物」販売に先駆けての先行配信[49]

### アナログLP
Beginning /MR-009（SOLD OUT）
SIDE A
1. Speedy Wonder／スピーディーワンダー
2. FA*** & FAFA／ファ**ファ*ファ
3. Darwin／ダーウィン
4. Slowly Wonder／スローリーワンダー
5. Bad Dream Bear／さいあくま

SIDE B
1. Dream of Love／愛の夢
2. Under the Sky of Yesterday／昨日、この空の下で
3. Human Coating／ニンゲン・コーティング
4. Beginning／はじまりのうた
5. HANAMI／ハナミ・ソト・デ・サケ

### 自主制作盤CD
（販売終了）
- ハンバーガーセット（2000年）[51]

1. アメリカのハンバーガー
2. うつ病
3. おちゃっすか

- 流血モヒカン（2002年）[52]

1. モヒカン
2. マンホール
3. 献血ソング

- LOVE&PEACE&BOU（2005年）[53]

1. 良いテンポです。
2. チャンダン男子
3. な mellow
4. ママのうた
5. 世界平和とボウ

- BRAIN-A-LA-MODE（2006年）[54]

1. エアコンのリモコン
2. 脳みそショートケーキ
3. 人生圏外

### DVD
|    | 発売日         | タイトル | 規格品番                            | 備考 |  |
| -- | -------------- | --- | ----------------------------------- | --- |  |
| 1  | 2005年         | 良いDVDです。                                                                                                 |                                     | |  |
| 2  | 2006年12月6日  | つしまみれ LIVE DVD                                                                                           | BNTN-066                            | BENTEN Label 2006年7月5日、下北沢CLUB Queにて行われた、つしまみれ初となるワンマンライブの模様と、2005年-2006年アメリカライブツアーの模様を収録。                                       |  |
| 3  | 2009年11月11日 | バンドは水物                                                                                                  | VIZB-6:初回生産限定盤 VIBB-8:通常盤 | FlyingStar Records オリコン最高182位 2009年7月5日、恵比寿LIQUIDROOMにて行われた、つしまみれ結成10周年記念ライブと、特典映像～つしまみれ学園～                                          |  |
| 4  | 2012年2月8日   | BLOOD MOVIE                                                                                                   | DDBZ-1061                           | Mojor Records 2011年6月14日、渋谷WWWにて行われた、GIVING BLOOD TOUR 2011 FINALの模様を全21曲完全収録。                                                                                 |  |
| 5  | 2013年9月13日  | NO PUNK | MR-003                              | Mojor Records 2013年07月07日新代田FEVERで行われた「NO PUNK TOUR」ファイナルワンマンを収めたライブDVD                                                                                   |  |
| 6  | 2013年12月16日 | さいあくま |                                     | Mojor Records 「さいあくま」のアニメーションDVD |  |
| 7  | 2014年12月24日 | ～つしまみれ結成15周年記念ライブDVD～ バンドは水物2                                                           | MR-005                              | Mojor Records 2014年10月17日渋谷clubasia 「バンドは水物〜ALBUM CONCEPT SPECIAL CIRCUIT 10 NIGHTS〜第十夜 バンドは水物グランドフィナーレファイナルワンマンの巻」の模様を収めたライブDVD |  |
| 8  | 2016年5月4日   | 花まみれ2016                                                                                                  | MR-007                              | Mojor Records 2016年03月25日代官山UNIT「花まみれ2016」のライブDVD |  |
| 9  | 2017年3月18日  | まりとやよいとみずえのワンマン                                                                                | MR-008                              | Mojor Records 2017年02月10日千葉LOOK オリジナルメンバーみずえ最後のワンマンライブを完全収録                                                                                            |  |
| 10 | 2020年10月16日 | 「つしまみれ20周年記念ワンマン 完全版」 TsuShiMaMiRe 20th Anniversary Show at SPACE ODD in TOKYO 2019. Dec.14 | MR-010                              | Mojor Records 2019年12月14日代官山SPACE ODDで行われた「つしまみれ20周年20本ツアー グランドフィナーレワンマン」の模様を収めたライブDVD 特典映像「20周年記念ケーキ作ってみた!」          |  |

### 参加作品
| 発売日        | タイトル                              | 規格品番   | 備考                    |
| ------------- | ------------------------------------- | ---------- | ----------------------- |
| 2004年9月8日  | INDIES CHIBA ROCK                     | ZCBR-0001  | Fireworks               |
| 2008年4月9日  | FRESH CUTS FROM JAPAN-VOLUME 2        | MOR-6922   | TOKYO MOR               |
| 2008年8月6日  | JUNGLE★LIFE+ VOL.2                    | YOUTH-3002 | JUNGLE★LIFE+VANTAN(DVD) |
| 2011年3月23日 | My Tunes supported by SPACE SHOWER TV | DDCB-11202 | バウンディ              |

## ミュージック・ビデオ
| 監督                          | 曲名                                                          |
| 小嶋貴之                      | 「エアコンのリモコン」                                        |
| 小嶋貴之                      | 「ミから出たサビ」                                            |
|                               | 「さくらんボーイ」                                            |
| イシバシミツユキ              | 「ハイパースイートパワー〜HYPER SWEET POWER Japanese ver.〜」 |
| イシバシミツユキ              | 「Hyper Sweet Power - English Version - 」                    |
| 木村真生                      | 「まつり」                                                    |
| 木村真生                      | 「タイムラグ」                                                |
| 木村真生                      | 「ストロボ」                                                  |
| 岩佐篤樹                      | 「献血ソング」                                                |
| 岩佐篤樹                      | 「グレープフルーツガール」                                    |
| 岩佐篤樹                      | 「JAGUAR」                                                    |
| AMU                           | 「空腹と空白」                                                |
| 夏川憲介                      | 「さいあくま」                                                |
| 大沢昌史                      | 「スピーディーワンダー」                                      |
| 大箭亮二                      | 「ニンゲン・コーティング」                                    |
| 加藤マニ                      | 「ハングアウトだ！」                                          |
| 野辺ハヤト                    | 「昨日、この空の下で」                                        |
| 小嶋貴之                      | 「東京ジェリーフィッシュ」                                    |
| 菊地優子                      | 「つしまげる」                                                |
| ネイサン(WE Are The Asteroid) | 「アナーキーモーニング」                                      |
| 小嶋貴之                      | 「THE 給料日」                                                |
| 小嶋貴之                      | 「絶対☆ダイジョーブ」                                         |
| 小嶋貴之                      | 「THE 給料日-ぼくたちに必要なのは現金だバージョン-」          |
| 小嶋貴之                      | 「ラッキー」                                                  |
| 小嶋貴之                      | 「SHOT YOU」                                                  |
| まり(つしまみれ)              | 「日本酒」                                                    |
| 小嶋貴之                      | 「Look Back in Anger」                                        |
| 大箭亮二                      | 「24030番地に回覧板を回せ」                                   |

## 出演
- 2007年07月06日・13日・20日・27日・2009年06月26日・2010年5月7日 - テレビ東京系「音流〜On Ryu〜」
- 2010年05月22日[70]・2014年03月01日[71]　HTB 「夢チカ18」
- 2010年08月08日 - NHK「あなたが主役 50ボイス」
- 2017年10月24日-TBS「あさチャン！」[72]

### ラジオ番組
- まりとみずえのやよいでポン!（bayfm）（2010年09月終了）

2009年07月よりストリーミング放送開始。
ゲスト出演
2021年02月18日・11月18日-狛江FM「狛江交錯点」

### 映画
- 青空のルーレット2007年公開-オーディションで落ちるバンドマン役

### その他
- つしまみれ歓喜の歌2007（2007年）
  - 公式ホームページにて配信（既に終了）。COUNTDOWN JAPAN 07/08に出演の際、登場SEとして使用された。

## ライブ
ライブ活動を意欲的かつ積極的に行っている。その範囲は日本国内にとどまらず、アメリカツアー、ヨーロッパツアー、アジアツアー、大規模なツアーも度々行っている。日本国内でのライブ活動は関東地方を拠点とし、全国各地でおこなっている。2007年12月31日、幕張メッセで開催されたCOUNTDOWN JAPAN 07/08のMOON STAGEに出演を果たした。

### 日本国内でのライブ
千葉LOOK、吉祥寺Planet K、吉祥寺SILVER ELEPHANT、渋谷ラ・ママ、下北沢SHELTER、新宿LOFT、新代田FEVERなど。

#### ワンマンライブ、ツアー、自主企画
- 2006年07月05日、下北沢CLUB Que『はなまみれ』[76]
- 2007年07月、脳みそデコレーションツアー
- 2007年08月10日、渋谷CLUB QUATTRO『はなまみれ070810』[77]
- 2008年05月〜06月、つしまみれとロックとビアでツアー
- 2008年07月08日、代官山UNIT『つしまみれとロックとビアでツアーファイナルワンマンライブ』
- 2008年08月20日、こけしまみれ[78]
- 2008年10月29日、つしまみれ presents 「かぼちゃまみれ」[79]
- 2008年12月23日、"代々木爆裂都市!!! ～つしまみれ「Six Mix Girls」 release party! in TOKYO～ "[80]
  - w/毛皮のマリーズ
- 2009年06月19日〜07月02日、「あっ、海だ。」レコ発「あっ、つしまみれだ。」ツアー
- 2009年07月05日、結成10周年記念イベント〈バンドは水物〉
- 2009年9月05日、『あっ、ワンマンだ。』@CLUB ROCK'N'ROLL[81]
- 2009年09月11日 新宿 LOFT「あっ、海だ。」レコ発「あっ、つしまみれだ。」ツアーファイナルワンマン『あっ、ワンマンだ。』[82]
- 2009年12月11日〜27日、つしまみれVSツアー2009
- 2010年02月28日〜03月22日、 ストロボフライングツアー[83]
- 2010年03月12日、花まみれ～新曲お披露目ワンマン～[84]
- 2010年05月27日〜07月02日、Sex on the "Japan" tour[85]
- 2010年07月10日、恵比寿LIQUID ROOM Sex on the "Japan" tour ツアーファイナルワンマン[86]
- 2010年08月02日・09月21日、Sex on the "JAPAN" tour番外編！『SOCKS on the "Japan"』[87]
- 2010年12月09日〜26日、GIVING BLOOD TOUR　2010[88]
- 2011年02月27日〜03月26日（一部日程5月・6月に延期[89][90]）、GIVING BLOOD TOUR　2011、初のワンマンツアー。千葉LOOK、名古屋CLUB ROCK'N'ROLL（2days）、仙台PARK SQUARE、札幌SPIRITUAL ROUNGE、福岡DRUM SON、大阪FANDANGO、渋谷WWW[91]
- 2011年08月08日〜10月31日、TOKYO CALLING "Night with TsuShiMaMiRe[92]
- 2011年11月17日〜12月17日、空腹と空白ツアー[93]
- 2011年12月09日、空腹と空白TOUR　～Mojor Records 1st Anniversary One Man!!![94]
- 2012年03月03日〜04月07日、 SHOCKING ONE MAN TOUR2012[95]
- 2012年07月、アルカラ×つしまみれ カップリングツアー「まみれてルカラ」[96]
- 2012年12月03日、サンタまみれ[97]
- 2012年12月05・06日、CLUB ROCK'N'ROLL 20th ANNIVERSARY!!!ろっくんろーるまみれ[98]
- 2013年01月08日、モチまみれ[99]
- 2013年02月06日、豆まみれ[100]
- 2013年03月16日〜04月12日、JAGUARプチリリースツアー
- 2013年05月25日〜07月07日、NO PUNK TOUR 2013[101]
- 2013年12月11日、つしまみれ GO TO 15周年in大阪[102]
- 2013年12月16日、つしまみれ企画[GO TO 15周年][103]
- 2014年02月15日〜04月05日、-SPEEDY WONDERFULL WORLD TOUR 2014 JAPAN-[104]
  - w/宮本菜津子 / FLiP / オワリカラ / ピロカルピン / 1000say / bright color section 3 / ButtonDawn / DIAL ADAPTERS / DOES / DROPOUT / Latelure / MAMADRIVE / ReEmo / Scars Borough / STANCE PUNKS / THE ANRI / THE★米騒動 / tone / UNCOVER SPACE / UPLIFT SPICE / もやもや大学 / オータムローヤル / ザ・ゲルピンズ / ズクナシ / バックドロップシンデレラ / ペロペロしてやりたいわズ。 / メカルジン / ロリータ18号 / 惑星アブノーマル / 新山詩織 / 歩行者天国 / 真空ホロウ

- 2014年07月07日〜10月17日、バンドは水物～ALBUM CONCEPT SPECIAL CIRCUIT 10 NIGHTS～[105]
- 2014年12月24日〜28日、つしまみれ年末企画 「花まみれ5days」[106]
  - w/KETTLES / MAMADRIVE / MY WAY MY LOVE / the peggies / THE冠 / オワリカラ / 壊れかけのテープレコーダーズ

- 2015年10月11日〜17日、 人間放棄 透明半ワンマンツアー [107]
- 2015年10月20日〜11月17日、人間放棄ツアー[108]
- 2015年10月31日、人間放棄ツアー番外編@苫小牧JAM
- 2015年12月27日、つしまみれプレゼンツ「酒まみれ大忘年会」[109]
- 2016年03月25日、花まみれ2016[110]
- 2016年05月20日、～21st Anniversary SP～「ズクまみれ」
- 2016年07月07日、つしまみれ17歳バースデーワンマン「7まみれ」[111]
- 2016年09月12日〜19日、つしまみれ企画「外タレまみれツアー 2016」[112]
  - w/キノコホテル / KIDS N CATS / MASS OF THE FERMENTING DREGS / WE Are the Asteroid / EGO FUNCTION ERROR

- 2016年12月23日、つしまみれ年末ワンマン「GO TO 18 YEARS」[113]
- 2017年02月10日、まりとやよいとみずえのワンマン[114]
- 2017年06月30日〜07月07日、TsuShiMaMiRe World Tour 2017[115]
- 2017年11月、つしまみれとつしまげるの新しい日本ツアー[116]
- 2017年12月01日、つしまみれとつしまげるの新しい日本ツアー（ツアーファイナルワンマン）
- 2018年03月03日、「奇才まみれ」[117]
  - w/つしまげる / 無限放送 / Beee地区

- 2018年04月〜06月、NEVER ASK OUR AGE スタンプラリーツアー[118]
- 2018年07月06日、NEVER ASK OUR AGE〜つしまみれ19周年記念ワンマン〜[119]
- 2018年09月1日〜10日、外タレまみれツアー2018[120]
- 2018年12月23日、クリスマスまみれ〜つしまみれxWho the Bitch スペシャルツーマン〜[121]
- 2019年06月08日〜09日、バンドは水物～つしまみれ20周年20時間ライブ[122]
- 2019年07月〜09月、つしまみれ20周年20本ツアー[123]
- 2019年11月16日 MARI-YEAH!!NIGHT[124]
  - w/川本真琴 / LOVE LIKE BEER / こうのまり

- 2019年12月、つしまみれ20周年20本ツアー　グランドフィナーレワンマン[125]　名古屋CLUB ROCK'N'ROLL 、心斎橋 LIVE HOUSE Pangea、代官山SPACE ODD
- 2020年01月11日、喧嘩上等!男気ツーマンライブ!其の壱[126]
  - w/亜無亜危異

- 2020年11月27日、つしまみれレコ発ワンマン「ラッキーまみれ」[127]
- 2021年07月23日、つしまみれ結成22周年記念ワンマン「まみれんピック」[128]
- 2021年11月26日、つしまみれレコ発ワンマン「酒まみれ」[129]
- 2022年02月6日〜03月27日、酒まみれツアー2022[130]
- 2022年07月18日、MAMIRE⚡️SHOCKS　TsuShiMaMiRe 23rd Anniversary × ElectricEelShock 28th Anniversary[131]
- 2022年09月03日、 あの娘はナイフまみれ18号〜伝説のガールズパワーナイト〜[132]
  - w/少年ナイフ/ロリータ18号/ あの娘はウォンバット

- 2022年11月18日〜12月18日、TSUSHIMAMIRE JAPAN TOUR 2022[133]

〜「LIVE IN GERMANY 2022」レコ発令和四年つしまみれの珍旅〜
- 2023年07月1日〜08日、つしまみれ結成24周年　３爆GIG!!!オレの憧れ東名阪夏物語![135]
  - w/勃殺戒洞（中尾憲太郎×中村達也)
- 2023年10月07日、今宵、エメまみれ〜世界の恋人 & 口口宵生（ex.こけしDoll）エスコートナイト〜[136]
- 2023年12月09日、つしまみれ結成25周年目前ワンマン「GO TO 25」[137]
- 2024年01月27日〜02月03日、START TO25[138]
- 2024年05月18日〜07月06日、 つしまみれ結成25年記念全国ツアー「バンドは水物」[139]
- 2024年11月02日、 つしまみれ企画「名古屋まみれ」[140]
- 2024年11月28日、くらげまみれ vol.2[141]
- 2025年03月20〜04月04日、外タレまみれツアー2025[142]
- 2025年07月01日、つしまみれ 結成26周年記念ワンマン 「ICE CREAM PUNK」[143]

#### ライブイベント
- 2009年07月05日、恵比寿LIQUIDROOM「つしまみれ結成10周年記念フェスティバル『バンドは水物』」
  - 発売されている全てのオリジナル曲（自主制作盤を含む）全41曲と、未音源化楽曲2曲を演奏した。[144]

- 2019年06月08日20:20〜06月09日16:20、 笹塚マジェスティックスタジオ  「バンドは水物〜つしまみれ結成20周年20時間ライブ〜」10年以上使用しているリハーサルスタジオにて開催。2019年時点で発表されている175曲を演奏した。[145]

#### 配信限定ライブ
- 2020年06月28日、つしまみれ無観客ワンマンライブ「動員ナッシング - Doing Nothing-」[146]
- 2020年08月01日、ビッチフェス2020[147]
- 2020年08月28日、「つしまみれ無観客ワンマンライブ」（YouTubeにて無料配信）[148]

#### ロックフェスティバルetc
- 2004年09月08日、★Wild Wacky Party★ -3ピース・ギャルバンの逆襲-[149]
- 2006年01月25日、CD発売記念☆ゴチソウルフルナイト☆[150]
- 2006年04月30日、BREAK OUT PARADISE vol.4 特別編 ～聖地奪還. 今アンコールワットへ還る～[151]
- 2007年12月31日、幕張メッセ 「COUNTDOWN JAPAN 07/08」MOON STAGE[152]
- 2008年02月01日、aeronauts presents 東京SHUTTER[153]
- 2008年04月11日、 SHINJUKU LOFT 9TH ANNIVERSARY MY WAY MY LOVE“a HOLY LAND INVADER”JAPAN TOUR ～未定～[154]
- 2008年12月31日、幕張メッセ 「COUNTDOWN JAPAN 08/09」COSMO STAGE[155]
- 2009年02月26日、スペースシャワー列伝 第75巻 ～挙波(アッパー)の宴～[156]
- 2009年05月13日、Who the Fuck vol.8　～ミラクルナイト de GO! GO! GO!～[157]
- 2009年07月18日、AOMORI ROCK FESTIVAL '09 ～夏の魔物～[158]
- 2009年08月02日、国営ひたち海浜公園 「ROCK IN JAPAN FESTIVAL 2009」[159]
- 2009年08月08日、舞洲サマーソニック特設会場 「SUMMER SONIC OSAKA 2009」[160]
- 2009年12月30日、FM802 ROCK FESTIVAL RADIO CRAZY 2009[161]
- 2010年03月21日、MUSIC CUBE 10
- 2010年05月02日、ARABAKI ROCK FESTIVAL.10[162]
- 2010年07月03日、湘南音祭 Vol.4
- 2010年07月18日、北海道岩見沢市　JOIN ALIVE 2010
- 2010年08月20日、AOMORI ROCK FESTIVAL '10 ～夏の魔物～[163]
- 2010年10月08日、 385「脳みそあらおう」レコ発[164]
- 2011年01月22日、volcano2011[165]
- 2011年08月28日、ARABAKI ROCK FESTIVAL.11[166]
- 2011年09月10日、BAYCAMP 2011[167]
- 2011年12月29日、年末調整GIG 2011[168]
- 2012年05月26日、Rock the DROP!～VISUAL ARTS STYLE～
- 2013年03月31日、団子フェスティバル2013～ファイナル～[169]
- 2013年06月30日、 ネコフェス2013[170]
- 2013年09月15日、 HAMMER HEAD FESTIVAL[171]
- 2013年10月05日、MEGA☆ROCKS 2013[172]
- 2013年10月08日、tricot×つしまみれ 女子限定ライブ[173]
- 2013年12月06日、DOES結成10周年企画第4弾「対バン10本勝負」[174]
- 2014年03月16日、HAPPY JACK 2014[175]
- 2014年04月26日、ARABAKI ROCK FEST.14[176]
- 2014年04月29日、COMIN'KOBE14[177]
- 2014年05月04日、OTOSATA Rock Festival 2014[178]
- 2014年05月31日、InterFM presents Shimokitazawa SOUND CRUISING 2014[179]
- 2014年06月16日、MAMADRIVE Japan Hole tour
- 2014年06月20日、ロックンロールサーカス 2014～男と女の梅雨編～
- 2014年06月21日、Wienners presents DIAMOND TOUR 2014
- 2014年07月20日、関ケ原 LIVE WARS 2014[180]
- 2014年09月05日、第七夜「ぷらっと"LOFTへ」の巻[181]
- 2014年10月11日、BEATRAM MUSIC FESTIVAL 2014[182]
- 2015年02月07日、 EATS MUSIC FESTIVAL'15
- 2015年02月28日、GIRLS ROCK SPLASH!! 2015 WINTER[183]
- 2015年04月09日、ア・ル・カ・ラ LIVE DVD "20141207" 発売記念ツアー「ついに来てしまいましたTOUR2015」[184]
- 2015年04月11日・12日、Gacharic Spin 赤裸ライアーツアー
- 2015年05月02日、JAM FES 2015[185]
- 2015年05月24日、 こけしDoll企画『魔女ロッコ～特別編～』
- 2015年06月05日、『AUX』 ka-ge vol.39[186]
- 2015年06月20日、Very Ape×HEAVEN'S DOOR共同企画 「HELL'S DOOR vol.2」[187]
- 2015年06月21日、「日本の米まみれ将軍」 打首獄門同好会×つしまみれ[188]
- 2015年06月21日、YATSUI FESTIVAL! 2015[189]
- 2015年06月28日、ネコフェス2015 -KUDAKENEKO ROCK FESTIVAL 2015-[190]
- 2015年07年09日、 KAGERO 「LIVE IN NEW YORK」 release party[191]
- 2015年08月01日、EATS MUSIC FESTIVAL'15～葉月の陣～[192]
- 2015年09月12日、オワリカラ presents スペイン坂ロックフェスティバル「渋谷モンパルナス vol.2」[193]
- 2015年09月27日、BURST MAX'15[194]
- 2015年11月13日、Droog "naked droog"tour 2015[195]
- 2015年12月07日、全力突破乙女。[196]
- 2016年02月19日、浮遊スル猫 presents 「ネコカン vol.2」[197]
- 2016年03月13日、Beat Happening! 下北沢CIRCUIT PANIC![198]
- 2016年05月06日、JAM FES 2016[199]
- 2016年05月14日、Cutie×Cutie PopRock Party vol.2[200]
- 2016年05月22日、Boiler陸亀 New Album『自伝』リリースツアー ～鳴かせる前に鳴いたろか～[201]
- 2016年05月26日、I.B.S.P presents ≪Amazing Journey≫[202]
- 2016年05月29日、祝 リニューアル ロックバーJAM LIVE祭 つしまみれ VS JAM act[203]
- 2016年06月01日、ぽわんの"こ・わ・れ・ちゃ・え!ツアー"[204]
- 2016年06月19日、【3年ぶりのpodo企画"ぷよぷよ35"podoニューアルバムレコ発!～たまには祝って(リサポドも出るらしいよ)～】[205]
- 2016年07月01日、HAPPY GO RICE vol.1[206]
- 2016年07月03日、Shibuya N.E.T Festival[207]
- 2016年07月24日、silver elephant presents しるえれコネクション 『秘密基地』[208]
- 2016年07月30日、PET presents "DEATH BOY DEATH GIRL FES"[209]
- 2016年08月26日、CHAIN THE ROCK FESTIVAL 2016[210]
- 2016年08月31日、ぽわんVSつしまみれ ガチガチガチンコツーマンライブ「ぽわまみれ」[211]
- 2016年10月2日、KAGERO PRESENTS 「FUZZ’EM ALL FEST.2016」[212]
- 2016年11月6日、絶叫する爆女祭 vol.3~代官山編~Supported by Village Vanguard[213]
- 2016年11月12日、無名のロックフェス[214]
- 2016年11月17日、指先ノハク×SHELTER pre.『ででんでんで出ん!～ノハクの8周年祭～』[215]
- 2017年02月14日、STERIC GIRLS PANIC! 10th ANNIVERSARY SPECIAL![216]
- 2017年02月18日、ビッチフェス2017[217]
- 2017年03月18日、ザ・ポニーズ 「何ができるのか」ツアーファイナル&結成5周年イベント「5年衝動」※つしまげるとして出演[218]

- 2017年07月02日、Bassic Rock Fest.2017[219]
- 2017年08月26日、CHAIN THE ROCK FESTIVAL 2017[220]
- 2017年12月10日、ジャムロスフォーエバー　～JAMの昼間の情事　vol.247 ついに最終回～[221]
- 2017年12月28日、Beat Happening!渋谷BEST PANIC![222]
- 2017年12月31日、さようなら新宿JAM ～see you again～[223]
- 2018年01月13日、ZARIGANI$ 復活企画「Reborn to Reborn!!」[224]
- 2018年01月20日、コーユーエンギプラン企画「ヨアケマエ vol.3」[225]
- 2018年05月12日、SEX PANIC!!!　※つしまげるとして出演[226]
- 2018年05月13日、アップル斎藤と愉快なヘラクレスたちpresents『The Big Apple』[227]
- 2018年07月08日、BRF’18 DAY2 at Voodoo Lounge[228]
- 2018年08月06日、つしまみれ & SisterPaul2マンライブ"つしターポール、シスまみれ、どちらが好きですか?"[229]
- 2018年08月12日、RAINBOW CHILD 2020[230]
- 2018年11月25日、こけしDoll企画『魔女ロッコ』at KLUB COUNTER ACTION[231]
- 2018年11月30日、KINOTO finally presents　いつものキノトで[232]
- 2018年12月04日、MAX NIGHT!!※つしまげるとして出演[233]
- 2018年12月16日、noodleまみれ2マン[234]
- 2019年01月19日、匿名希望×大塚MEETS presents「集れ」[235]
- 2019年02月23日、イエローマシンガン25周年記念ライブ「メタルアタック25第3弾!」〜オンナまみれ3ピース祭り〜[236]
- 2019年04月27日、ARABAKI ROCK FEST.19[237]
- 2019年06月01日、EASYGOINGS 15th Anniversary EVENT!!EX!!　EASYGOINGSサダpresents　[TENHOU!!vol.4][238]
- 2019年06月23日、ネコフェス2019 -KUDAKENEKO ROCK FESTIVAL-[239]
- 2019年07月07日、BASSIC ROCK FES.2019[240]
- 2019年07月21日、D.R.P PRESENTS “GIRLS ROCK FESTIVAL 2019”〜SHINJUKU LOFT KABUKI-CHO 20TH ANNIVERSARY～[241]
- 2021年02月11日、LAZYgunsBRISKY×つしまみれ "Mammy’re easy★"[242]
- 2021年08月29日、ビッチフェス2021[243]
- 2021年09月10日、八八まみれ[244]
- 2022年05月03日、rocknomukougawa2022〜Marble 18th ANNIVERSARY SP vol.3〜[245]
  - w/おとぼけビ〜バ〜

- 2022年05月05日、ママフェス[246]
- 2022年08月05日、TsuShiMaMiRe x HARU NEMURI[247]
- 2022年09月28日、将軍まみれ[248]
  - w/韓流セレブレイト

- 2023年04月07日、くらげまみれ[249]
- 2023年05月21日、3:DESTROIN ～たこち復活祭！！！～[250]
  - w/ロリータ18号/GARLICBOYS
- 2023年07月27日、  サイトウヒロシ還暦祭〜LUCKY VIBRATION〜 the Swiss Porno完全復帰集会「ロックバンドは死なない。」[251]
- 2023年08月15日、 FANDANGO NIGHT 2023 in TOKYO-day1-[252]
- 2023年11月05月、  -「mppp」Release Party-[2nd. Alternative Tokyo][253]
  - w/mophing people
- 2024年03月03日、雌猫乱心！戦慄の雛祭り[254]
- 2024年08月12日、 つしまみれ25周年,Que30周年,ロリータ18号35周年記念ライブ[255]
- 2024年10月26日、 ナナフシ企画「ギブミーナナフシムシ」[256]
- 2024年12月09日、つよし生誕祭 2024～つよしとまりが生まれた日～[257]
- 2025年07月05日、ビッチフェス2025[258]

### 日本国外でのライブ
- アメリカの音楽フェスティバル「SXSW（South by Southwest）」出演をはじめ、2005年・2006年[259]に続き、2008年と大規模なアメリカツアーを敢行。
- 2017年05月〜06月、ヨーロッパツアー。スイス公演にて、ASIAN DUB FOUNDATIONのサポートアクトとして出演。08月には韓国・台湾を回るアジアツアー、09月から10月にかけてアメリカツアーを実施[260]。
- 2018年02月02日〜17日・03月14日〜018日、ヨーロッパツアー。03月15日、フランス・パリ・ムーラン・ルージュに出演[261]。
- 2019年10月03日〜11月05日、北アメリカツアー実施（全30公演）[262]。
- 2022年05月28日〜06月12日、ヨーロッパツアー「MAMIRE MANIACS EUROPEAN TOUR 2022」を実施[263]。
- 2023年05月30日〜06月16日、ヨーロッパツアー 「TsuShiMaMiRe European Tour 2023  [つしまみれの欧州珍旅]  」を実施[264][265]。
- 2023年11月08日〜25日、 TsuShiMaMiRe USA Tour Nov 2023を実施。[266]
- 2024年04月18日〜05月07日、 TsuShiMaMiRe  25th Anniversary North America tour 2024を実施。[267]
- 2024年09月20〜10月12日、 TsuShiMaMiRe  25th Anniversary USA Tour 2024 Sep -Octを実施。[268]